# Lucio Cecilio Metello
Lucio Cecilio Metello (latino:Lucius Caecilius Metellus; 290 a.C. circa – 221 a.C.) è stato un politico romano durante l'epoca della Repubblica romana.

## Biografia
Figlio di Lucio Cecilio Metello Dentro, venne eletto console nel 251 a.C. e nel 247 a.C., pontifex maximus nel 243 a.C. e dittatore nel 224 a.C.
Fu l'artefice della sconfitta inflitta al comandante dei cartaginese Asdrubale nella battaglia di Palermo nel 251 a.C., durante la Prima guerra punica, che terminerà con la conquista della Sicilia nel 241 a.C. Durante la battaglia, per cui celebrerà un trionfo, sconfisse personalmente 13 generali nemici e fece catturare 140 elefanti, alcuni dei quali vennero esibiti a Roma. Proprio la figura dell'elefante apparirà con frequenza, in ricordo dell'avvenimento, sulle monete coniate in onore dei Cecili.
Durante la sua carica di potenfice massimo un incendio divorò il tempio di Vesta e minacciava di distruggere il Palladio e altri oggetti sacri a cui era legato il destino di Roma. Lucio Cecilio Metello, senza esitazione, si gettò tra le fiamme e riapparì con l'emblema della prima Roma. I suoi occhi però non resistettero e la violenza del calore lo accecò. Il Senato per questo motivo gli garantì il privilegio di poter essere trasportato in lettiga in Curia. In memoria di quanto accaduto al proprio antenato i Cecili iniziarono a coniare monete raffiguranti Pallade.
Ebbe tre figli: Lucio Cecilio Metello, Quinto Cecilio Metello e Marco Cecilio Metello.